# 愛琳·麥克勞德
愛琳·麥克勞德（英語：Erin McLeod；1983年2月26日—）是一名加拿大女子足球守門員。曾隨國家隊參加2008年北京奧運和2012年倫敦奧運，其中在2012年奧運獲得一枚銅牌。

## 榮譽

### 俱樂部
- 溫哥華白浪
  - 美國USL女子足球聯賽（英语：USL W-League）冠軍：2004、2006[2]

### 國家隊
- 泛美運動會季軍：2007
- 泛美運動會冠軍：2011
- 中北美足聯女足錦標賽冠軍：2010
- 聖保羅國際女足錦標賽（葡萄牙语：Torneio Internacional de Futebol Feminino）：2010[3]
- 奧運會季軍：2012[4]